# Basilica (cattolicesimo)
Basilica è una denominazione onorifica della Chiesa cattolica per le chiese che viene conferita dalla Santa Sede o che è tale per consuetudine immemorabile. Non è specificamente relativa alla tipologia architettonica classica a basilica.

## Storia
La più antica basilica è quella di San Giovanni in Laterano a Roma, per questo chiamata Arcibasilica.
La Chiesa cattolica ha regolamentato negli Acta Domus ecclesiae de titulo basilicae minoris, del 9 novembre 1989, le condizioni necessarie per ottenere il titolo di basilica, e i privilegi da esso dipendenti.
La facoltà di concessione del titolo di basilica minore spetta alla Congregazione per il culto divino e la disciplina dei sacramenti.

## Segni e simboli
Non sono mai state definite norme precise riguardo ai simboli di privilegio o all'araldica degli stemmi per le basiliche: essi dipendono quindi da tradizioni più o meno consolidate.
Lo status di basilica dà generalmente diritto a simboli tra i quali la basilica (in velluto per le basiliche maggiori e in seta per le basiliche minori), il tintinnabulum (campanella liturgica) e la cappa magna.

## Tipologie

### Basilica maggiore e minore
Lo status di "Basilica maggiore" è il titolo dato alle quattro chiese di più alto rango: la basilica di San Pietro in Vaticano, la basilica di San Giovanni in Laterano, la basilica di San Paolo fuori le mura e la basilica di Santa Maria Maggiore; si trovano tutte nella città di Roma.
Lo status di "Basilica minore" viene concesso, tramite un breve apostolico, a edifici religiosi cattolici particolarmente importanti. Fra le chiese di una diocesi, il maggiore prestigio e dignità spettano comunque alla cattedrale, nella quale è collocata la cattedra del vescovo. Le basiliche minori nel mondo, nel 2015, erano 1735. Per evidenziare il vincolo di comunione che unisce le basiliche e la santa Sede, ogni anno devono essere celebrate con particolare cura la festa della Cattedra di san Pietro (22 febbraio), la solennità dei santi Pietro e Paolo, (29 giugno) e l’anniversario dell’elezione del Pontefice.

### Basiliche papali e patriarcali
Una basilica patriarcale è quella retta da un Patriarca, o che in passato era sede di un patriarcato. Quando Papa Benedetto XVI ha rinunciato al titolo formale di Patriarca d'Occidente, le basiliche patriarcali assegnate a Roma sono state rinominate ufficialmente basiliche papali, e godono del rango più alto e di un particolare e speciale legame con il Papa: le quattro situate a Roma sono basiliche maggiori, mentre le restanti due, situate ad Assisi, sono basiliche minori.

## Elenco delle basiliche per continente
| Africa         | Africa    |
| Nazione        | Basiliche |
| -------------- | --------- |
| Algeria        | 2         |
| Benin          | 1         |
| Camerun        | 1         |
| Costa d'Avorio | 1         |
| Egitto         | 2         |
| Ghana          | 4         |
| Kenya          | 1         |
| Niger          | 1         |
| Ruanda         | 1         |
| Senegal        | 1         |
| Tunisia        | 1         |
| Uganda         | 2         |
| Zimbabwe       | 1         |

| Asia      | Asia      |
| Nazione   | Basiliche |
| --------- | --------- |
| Cina      | 1         |
| Filippine | 13        |
| India     | 21        |
| Israele   | 8         |
| Palestina | 1         |
| Sri Lanka | 1         |
| Taiwan    | 2         |
| Turchia   | 2         |
| Vietnam   | 4         |

| Americhe          | Americhe  |
| Nazione           | Basiliche |
| ----------------- | --------- |
| Argentina         | 45        |
| Bolivia           | 8         |
| Brasile           | 59        |
| Cile              | 9         |
| Colombia          | 30        |
| Curaçao           | 1         |
| Canada            | 24        |
| Costa Rica        | 2         |
| Cuba              | 3         |
| Ecuador           | 12        |
| El Salvador       | 4         |
| Guadalupa         | 1         |
| Guatemala         | 2         |
| Messico           | 29        |
| Nicaragua         | 3         |
| Panama            | 2         |
| Porto Rico        | 2         |
| Saint Lucia       | 1         |
| Paraguay          | 1         |
| Perù              | 12        |
| Rep. Dominicana   | 2         |
| Stati Uniti       | 82        |
| Trinidad e Tobago | 1         |
| Uruguay           | 5         |
| Venezuela         | 15        |

| Oceania   | Oceania   |
| Nazione   | Basiliche |
| --------- | --------- |
| Australia | 5         |
| Guam      | 1         |
| Samoa     | 1         |

| Europa             | Europa    |
| Nazione            | Basiliche |
| ------------------ | --------- |
| Andorra            | 1         |
| Austria            | 32        |
| Belgio             | 29        |
| Bielorussia        | 3         |
| Città del Vaticano | 1         |
| Croazia            | 7         |
| Francia            | 170       |
| Germania           | 75        |
| Grecia             | 1         |
| Irlanda            | 2         |
| Islanda            | 1         |
| Italia             | 557       |
| Lettonia           | 1         |
| Lituania           | 5         |
| Lussemburgo        | 1         |
| Malta              | 9         |
| Montenegro         | 1         |
| Paesi Bassi        | 25        |
| Polonia            | 140       |
| Portogallo         | 9         |
| Regno Unito        | 3         |
| Rep. Ceca          | 15        |
| Romania            | 4         |
| Russia             | 1         |
| San Marino         | 1         |
| Serbia             | 2         |
| Slovacchia         | 13        |
| Slovenia           | 7         |
| Spagna             | 112       |
| Svizzera           | 12        |
| Ucraina            | 1         |
| Ungheria           | 16        |